# ウォフ・マナフ
ウォフ・マナフ (Vohu Manah) は、ゾロアスター教において崇拝される善神アムシャ・スプンタの一柱。その名はアヴェスター語で「善い思考」を意味する。
パフラヴィー語ではワフマン (Vahman)、
現代ペルシア語ではバフマン (Bahman) と呼ばれる。
伝説によれば、最初にザラスシュトラの前に現れ、アフラ・マズダーのもとへ連れて行った神でもある。
「善い思考」の神格化であり、特に善悪の分別を司る。人間の善行と悪行を記録し、裁きを下す神ともされ、死後 人間を天国で最初に出迎えるのもウォフ・マナフであるとされる。また、悪神アカ・マナフの敵対者である。
中世以降の神学では、動物、特に家畜の守護神とされた。